# KFC Heultje
KFC Heultje is een Belgische voetbalclub uit Heultje, een deelgemeente van het Antwerpse Westerlo. De club werd gesticht in 1925 en is bij de KBVB aangesloten met stamnummer 459. De club heeft rood-wit als kleuren. KFC Heultje speelt sinds het seizoen 2014-2015 in een nieuwe accommodatie aan de Vijfhuizenstraat in Zoerle-Parwijs. Voordien was de club te bewonderen in het Ernest Sterckx Sportcentrum op de Gravin de Merodestraat in Heultje. De eerste ploeg speelt in de provinciale reeksen.

## Geschiedenis
Heultje werd opgericht in de jaren 20. De club sloot aan bij de Belgische voetbalbond in 1925, en bij de invoering van de stamnummers in 1926 kreeg men stamnummer 459 toegewezen. Heultje bleef vele jaren in de gewestelijke of provinciale reeksen hangen. In 1937 pakte de club een eerste titel en promoveerde van Derde Gewestelijke naar Tweede. Na de Tweede Wereldoorlog klom de club iets hoger op in de regionale reeksen. In 1949 stootte men immers door naar Tweede Provinciale, later naar Eerste Provinciale. FC Heultje bleef verscheidene decennia spelen in de hoogste provinciale reeks. Enkel in 1967 zakte de ploeg even terug naar Tweede Provinciale, maar kon dankzij een titel in 1968 zijn plaats in de hoogste provinciale klasse weer innemen. De ploeg kwam zo ook af en toe in dezelfde reeks als rivaal VC Westerlo.
De club kende zijn beste periode gedurende de jaren tachtig. In 1983 pakte Heultje de titel in Eerste Provinciale, en zo steeg de club voor het eerst in zijn bijna 60-jarige geschiedenis naar de nationale reeksen. Na drie seizoenen in die nationale Vierde Klasse pakte Heultje ook daar de titel, na testwedstrijden tegen KSV Mol (1-0 en 2-2). De club stootte zo in 1986 door naar de Derde Klasse. De ploeg draaide er enkele jaren mee in de middenmoot. In 1989/90 eindigde men zelfs vierde, op slechts drie punten van reekswinnaar KFC Turnhout en voor rivaal KVC Westerlo. In de Beker van België haalde men een mooie overwinning door toenmalig tweedeklasser RWDM uit te schakelen.
Daarna ging het echter weer bergaf. In 1992 eindigde men nog als op twee na laatste, net boven de degradatieplaatsen. Heultje eindigde zelfs met evenveel punten als de voorlaatste, KVV Looi Sport Tessenderlo, maar ontliep door meer winstmatchen de degradatie. Twee jaar later, in 1994, eindigde KFC Heultje uiteindelijk als allerlaatste in zijn reeks, en zakte terug naar de Vierde Klasse. Ook daar kon de ploeg zich niet handhaven. Heultje eindigde in 1995 het seizoen op een afgetekende laatste plaats, met slechts 7 punten uit 30 wedstrijden, en viel terug naar Eerste Provinciale. Heultje degradeerde zelfs voor een derde keer op rij, en viel in 1996, mede door financiële problemen, terug naar Tweede Provinciale, waar het de volgende jaren bleef hangen. 
In het seizoen 2006-2007 zakte het team nog een, door een sanctie van de voetbalbond. De club speelde 14 punten kwijt nadat een speler niet correct aangesloten bleek te zijn. Sindsdien ging het steeds minder met de club. Na twee seizoenen 3de provinciale speelde het team vanaf het seizoen 2009-2010 in de Vierde Provinciale. 
In het seizoen 2010-2011 speelde Heultje de eindronde voor promotie naar Derde Provinciale. Het versloeg in twee wedstrijden VV Leest (met 2-1 en 3-1), maar het moest in de laatste 2 wedstrijden de duimen leggen voor Burcht (met 4-0 en 2-3). 
Voor het seizoen 2012-2013 haalde Heultje een nieuwe trainer binnen, Stefaan Wyns, waarmee ze op het einde van het seizoen een 4de plaats behaalden. Ondanks deze 4de plaats konden ze toch niet deelnemen aan de eindronde. Wyns stapte na het seizoen op. 
Vlak voor het seizoen 2013-2014 werd ex-speler Geert Geudens binnengehaald. Die kon uiteindelijk de promotie naar derde provinciale veilig stellen tijdens een avondmatch op Pasen, in april 2014. In een testwedstrijd op het veld van Nijlen klopte KFC Heultje Oostmalle met 3-2. Deze wedstrijd werd gespeeld voor 1500 toeschouwers.

## Stadion
Het Ernest Sterckx Sportcentrum van KFC Heultje heeft zijn naam te danken aan Heultje's grootste wielrenner, Ernest (Nestje) Sterckx (1 december 1922 - 3 februari 1975). Sterckx won in zijn carrière grote klassiekers zoals: driemaal Omloop Het Volk, Gent-Wevelgem, Parijs-Brussel, Nokere Koerse, de Scheldeprijs, ritten en eindklassement in de Ronde Van België en een resem kermiskoersen. Na zijn dood, op amper 52-jarige leeftijd, besliste KFC Heultje om het stadion naar hem te noemen als eerbetoon.
Vanaf het seizoen 2014-2015 speelt KFC Heultje op de terreinen van KFC Zoerle-Sport. De voetbalclub uit Zoerle-Parwijs zette einde maart 2014 zijn activiteiten stop waarop KFC Heultje de accommodatie van in de Vijfhuizenstraat overnam.
De gebouwen en terreinen van KFC Heultje voldeden niet meer aan de eisen en normen voor een hedendaagse sportclub.
De naam KFC Heultje, stamnummer 459 en clubkleuren (rood-wit) bleven behouden. Ook alle spelers maakten mee de overstap.

## Bekende ex-spelers
- Osaro Obobaifo
- Ad van de Wiel